# Hemigymnaspis eugeniae
Hemigymnaspis eugeniae är en insektsart som först beskrevs av Karl Hermann Leonhard Lindinger 1934.  Hemigymnaspis eugeniae ingår i släktet Hemigymnaspis och familjen pansarsköldlöss. Inga underarter finns listade i Catalogue of Life.